# Tridentella ornata
Tridentella ornata là một loài chân đều trong họ Tridentellidae. Loài này được Richardson miêu tả khoa học năm 1911.